# Liste der Monuments historiques in Hauteroche (Côte-d’Or)
Die Liste der Monuments historiques in Hauteroche führt die Monuments historiques in der französischen Gemeinde Hauteroche auf.

## Liste der Immobilien
| Bezeichnung | Beschreibung           | Standort               | Kennzeichnung | Schutzstatus | Datum | Bild           |
| ----------- | ---------------------- | ---------------------- | ------------- | ------------ | ----- | -------------- |
| Wegekreuz   | Stein, 16. Jahrhundert | Rue de la Croix (Lage) | PA00112491    | Classé       | 1937  | weitere Bilder |

## Liste der Objekte
| Bezeichnung                      | Beschreibung                                                                         | Standort                      | Kennzeichnung | Schutzstatus | Datum | Bild |
| -------------------------------- | ------------------------------------------------------------------------------------ | ----------------------------- | ------------- | ------------ | ----- | ---- |
| Skulptur Heilige Regina          | Kalkstein, farbig gefasst, 16. Jahrhundert                                           | in der Kirche St-Aubin (Lage) | PM21001319    | Classé       | 1959  |      |
| Herz-Jesu-Altar                  | Seitenaltar; Altartisch, Retabel und Skulptur; Holz, farbig gefasst, 18. Jahrhundert | in der Kirche St-Aubin (Lage) | PM21003409    | Inscrit      | 1972  |      |
| Skulptur Christus in der Rast    | Stein, Anfang des 17. Jahrhunderts                                                   | in der Kirche St-Aubin (Lage) | PM21003410    | Inscrit      | 1972  |      |
| Skulptur Heiliger Laurentius     | Holz, farbig gefasst und vergoldet, 18. Jahrhundert                                  | in der Kirche St-Aubin (Lage) | PM21003411    | Inscrit      | 1972  |      |
| Gemälde Heilige Clara von Assisi | Ölfarbe auf Leinwand, 17. Jahrhundert                                                | in der Kirche St-Aubin (Lage) | PM21003412    | Inscrit      | 1972  |      |